# Sint-Quirinuskapel (Meldert)

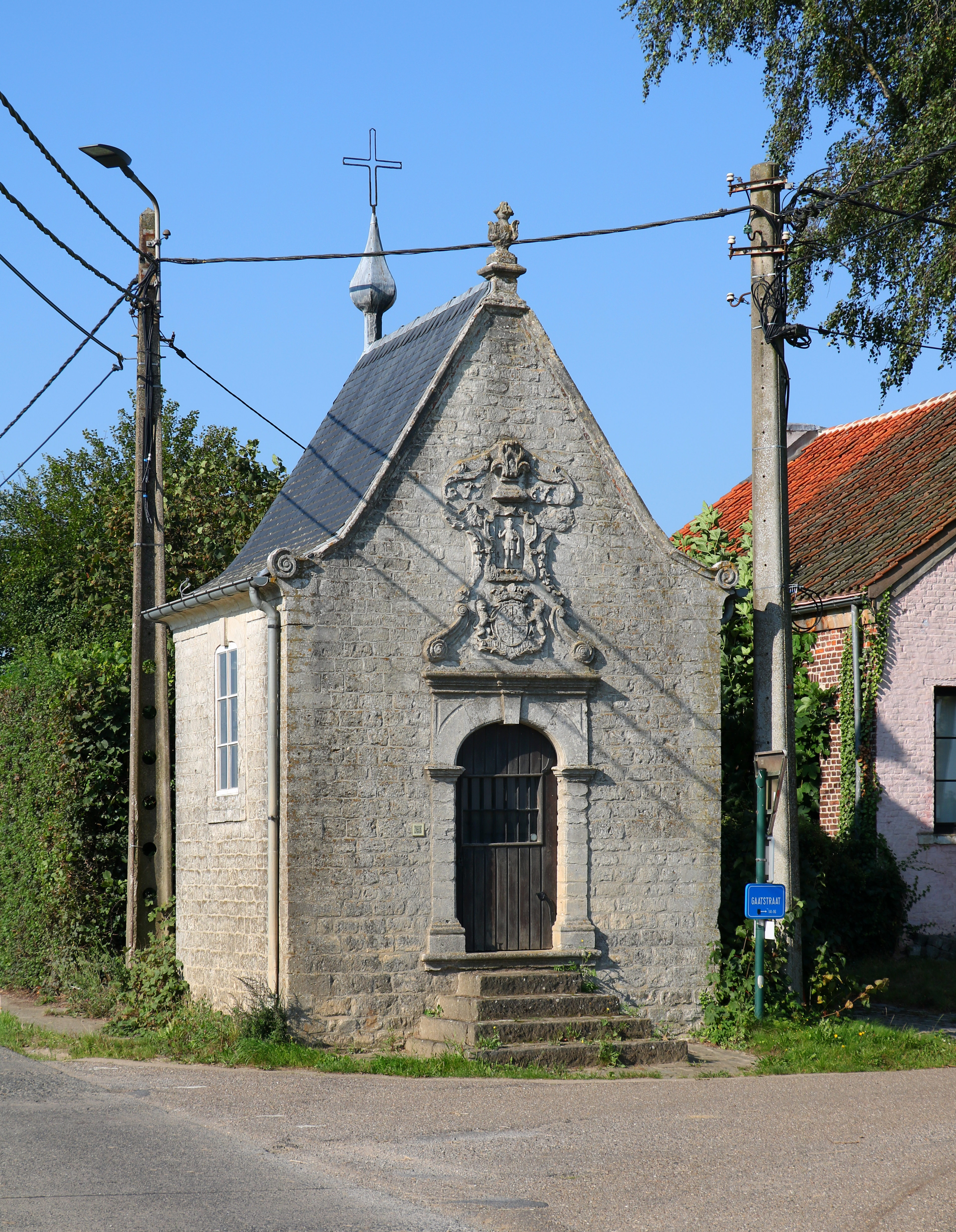
Sint-Quirinuskapel

De Sint-Quirinuskapel is een kapel in de tot de Vlaams-Brabantse gemeente Hoegaarden behorende plaats Meldert, gelegen aan de Gaatstraat.
De kapel werd gebouwd in 1766 en is geheel in zandsteen opgetrokken. Het koor is driezijdig afgesloten. De kapel heeft een rondboogdeur met barokomlijsting. In de zijgevel zitten steekboogvensters in classicistische stijl. Boven het koor vindt men een met leien bedekte, peervormige spits.
De kapel ligt enkele meters ten noorden van de taalgrens.